# ファッグス
ファッグス（またはザ・ファッグス、The Fugs）は、1960年代のアメリカ合衆国ニューヨークの現代詩人3人によるフォーク、ロックバンドである。

## 概要・来歴
ギリシャ哲学を修め書店「ピース・アイ」（Peace Eye）を経営するエド・サンダース（Ed Sanders）と、ニューヨークのビート・ジェネレーションであるトゥリ・カッファーバーグ（Tuli Kupferberg）の詩人2人に、テキサス州在住でアメリカ空軍勤務のケン・ウィーヴァー（Ken Weaver）が加わり1964年に結成した。
既に名を成していたサンダース、カッファーバーグは、それぞれ現代詩や著作を発表する一方、政治批判、社会風刺を織込んだ詩でゲストにギター、ピアノが伴奏する朗読会、ポエトリーリーディングなどを合名で主催していた。ウィーヴァーはそこに文通から交流を持ちやがて空軍の除隊を決めてニューヨークへ移動合流し朗読会に参加、ここから3人の詩人は1人の朗読に留まらない表現を追求するためにグループを結成した。グループ名「ファッグス」はノーマン・メイラーの小説『裸者と死者』の一節にちなむ。詩詠唱に加えて歌唱と各自が楽器を担当したが鼓笛隊（マーチングバンド）で打楽器を会得していたウィーヴァーと異なり、サンダースとカッファーバーグには器楽演奏の経験はなく、稚戯な振舞いでピアノの弦を弄る行為など楽器へ情緒的破壊行為を伴わない目的外の音色で伴奏する「楽器の侮辱」パフォーマンスを展開した。朗読会同様、フォーク・シーンのコーヒー・ハウスといった場所のステージに立ち、平和運動などの集会にゲストとして招かれ演奏しデモ行進に立つ様子が報道写真に数多く残されている。1965年に最初のアルバムを限定制作で発表したのちジャズ・レーベルのESPディスクと正式契約を結び、「キル・フォー・ピース (Kill For Peace)」、「CIAマン (CIA Man)」、「モーニング・モーニング (Morning morning)」といった楽曲の人気を得て、1965年末には演奏強化からセッション・メンバーを常駐させるようになる。契約条件改善からリプリーズ・レコードに移籍した1967年夏には、ギターのケン・パイン（Ken Pine）、ドラムスのダニー・コーチマー、ベースのチャールズ・ラーキー（Charles Larkey）を正式レギュラー・メンバーに迎え、演奏ツアーを展開し海外公演も行った。
1969年3月解散。市民運動参加や演奏ツアーなど多忙を極め疲弊しそれぞれも個人活動に費やす時間を欲していてウィーヴァーは私生活を優先出来ない不満から飲酒量が増え、各自はグループ活動にたいしては消極的になっていた。
1984年、サンダースとカッファーバーグにより再結成、2人それぞれの都合で散発的な活動を続けた。カッファーバーグは2010年7月12日腎不全と敗血症で死去した。

## その他
ファッグスは公民権運動、反核運動、ベトナム戦争反戦運動の集会に数多く参加し、発表する楽曲の不穏敏さからFBIに要注意人物（団体）として監視されていた。
エド・サンダースはチャールズ・マンソンらの犯罪をルポルタージュし纏めたノンフィクション本『ファミリー』の著者である。

## メンバー
- トゥリ・カッファーバーグ (Tuli Kupferberg) - ボーカル
- エド・サンダース (Ed Sanders) - ボーカル
- ケン・ウィーヴァー (Ken Weaver) - パーカッション、ボーカル
- ケン・パイン（Ken Pine) - ギター
- ダニー・コーチマー (Danny Kortchmar) - ギター、バイオリン
- チャールズ・ラーキー (Charles Larkey) - ベース
- ビル・ウルフ (Bill Wolf) - ベース、ボーカル
- ボブ・メイソン (Bob Mason) - ドラムス

## ディスコグラフィ

### スタジオ・アルバム
- The Village Fugs Sing Ballads of Contemporary Protest, Point of Views, and General Dissatisfaction (1965年、Broadside/Folkways)
- 『ファースト・アルバム』 - The Fugs First Album (1966年、ESP-Disk) ※上記アルバムの再発
- 『セカンド・アルバム』 - The Fugs (1966年、ESP-Disk)
- The Fugs Eat It [unreleased] (1967年、Atlantic)
- 『ヴァージン・ファッグス』 - Virgin Fugs (1967年、ESP-Disk)
- 『テンダネス・ジャンクション』 - Tenderness Junction (1968年、Reprise)
- It Crawled Into My Hand, Honest (1968年、Reprise)
- 『ベル・オブ・アベニュー・A』 - The Belle of Avenue A (1969年、Reprise)
- No More Slavery (1986年、New Rose)
- Star Peace – A Musical Drama In Three Acts (1987年、New Rose)
- The Fugs Final CD (Part 1) (2003年、Artemis)
- Be Free: The Fugs Final CD (Part 2) (2010年、Fugs)
- Dancing In The Universe (2023年、Fugs)

### ライブ・アルバム
- Golden Filth (Live at The Fillmore East) (1970年、Reprise)
- Refuse to Be Burnt Out (1984年、New Rose)
- Baskets of Love (1984年、Olufsen)
- Fugs Live in Woodstock (1993年、Musik/Musik)
- The Real Woodstock Festival (1995年、Big Beat)

### コンピレーション・アルバム
- Fugs 4, Rounders Score (1975年、ESP-Disk) ※未発表作、ホリー・モーダル・ラウンダーズ (en)とのカップリング盤
- The Fugs Greatest Hits Vol. 1 (1982年、PVC)
- Songs from a Portable Forest (1990年、Gazell)
- Live from The 60s (1994年、Big Beat)
- Electromagnetic Steamboat: The Reprise Recordings (2001年、Rhino Handmade)
- Greatest Hits 1984–2004 (2006年、Fugs)
- Don't Stop! Don't Stop! (2008年、Big Beat)
- Tenderness Junction/It Crawled Into My Hand Honest (2010年、Floating World)

## 参考資料
- 『ロック百科 vol.2』 著フィル・ハーディ/デイブ・ラング 訳 三井徹 サンリオ 1981年
- 『ロック・エンサイクロペディア THE ENCYCLOPEDIA OF ROCK1950’s-1970’s』 著フィル・ハーディ/デイヴ・ラング 訳 三井徹 みすず書房 ISBN 978-4-622-07344-4 C0073 2009年11月25日発行